# Autoroute A14 (Suisse)
Pour les articles homonymes, voir A14.

L'autoroute A14 est une autoroute de Suisse d'une longueur de 19,7 km. Formée intégralement de 2 × 2 voies, elle a été construite en 1994 et rénovée en 2007 par la confédération pour un coût de 89 000 000 de francs suisses[réf. nécessaire].

## Itinéraire
Elle relie les autoroutes A2 près du lac de Rotsee dans le canton de Lucerne et A4 à Risch-Rotkreuz dans le canton de Zoug.
|               | N° | km | Nom               | Directions                                                                                  | Remarques |
| ------------- | -- | -- | ----------------- | ------------------------------------------------------------------------------------------- | --------- |
| Échangeur     |    |    | Rotsee            | (Bâle-Lucerne-Gothard-Bellinzone-Lugano-Chiasso), Interlaken / Berne, Emmen-Nord            |           |
| Sortie        | 2  |    | Emmen-Süd         | Emmen-Süd, Entlebuch, Littau,                                                               |           |
| Sortie        | 3  |    | Buchrain          | Buchrain, Ebikon, Inwil / Hochdorf                                                          |           |
| Aire de repos |    |    | St. Kathrinen-Süd |                                                                                             |           |
| Sortie        | 4  |    | Gisikon-Root      | Gisikon-Root, , Ebikon, Sins Hinwil                                                         |           |
| Échangeur     | 34 |    | Rütihof           | (Bargen-Schaffhouse-Frauenfeld-Winterthour-Zurich-Zoug-Brunnen), Gothard, Schwytz, Rotkreuz |           |

## Ouvrage d'art
- Tunnel Rathausen
- Pont sur la Reuss
- Pont sur la Reuss